# Austriackie Towarzystwo Karkonoskie
Austriackie Towarzystwo Karkonoskie, od 1919 Niemieckie Towarzystwo Karkonoskie (niem. Oesterreichischer Riesengebirgsverein, Deutscher Riesengebirgsverein w skrócie OeRGV, a następnie DRGV) – niemiecka organizacja turystyczna działająca w latach 1880-1945 na terenie czeskiej części Karkonoszy i okolicznych pasm.

## Zarys dziejów
13 czerwca 1880 r. we Vrchlabí powstała sekcja karkonoska Towarzystwa Górskiego dla Czech. W 1884 przekształciła się ona w niezależne Austriackie Towarzystwo Karkonoskie. Siedziba władz znajdowała się w Vrchlabí. W 1913 r. organizacja miała 24 sekcje na terenie Karkonoszy, a także w Pradze i Libercu. Skupiały one 1402 członków. W 1919 pod naciskiem władz czechosłowackich zmieniono nazwę na Niemieckie Towarzystwo Karkonoskie. W 1934 r. organizacja miała 26 sekcji skupiających 4931 członków. W następnych latach ich liczba stale spadała. W 1945 towarzystwo zostało rozwiązane przez władze czechosłowackie.

## Organy prasowe
- Das Riesengebirge in Wort und Bild 1881-1898
- Jahrbuch 1912-1940

## Obiekty powstałe dzięki OeRGV
- Schronisko Maxovka
- Figura Karkonosza w Studni Karkonosza na rynku w Trutnovie
- Pomnik Theodora Körnera w Maršovie
- Kolumna meteorologiczna we Vrchlabí
- Kaplica koło Luční hory. Obecnie pomnik ofiar gór